# Gaì
Il gaì è un gergo parlato dai pastori bergamaschi e bresciani, principalmente usato in Val Seriana e Val Camonica. Si tratta di un linguaggio particolare, come un codice, ormai quasi scomparso, comune tra tutti coloro che svolgevano un'attività in cui lo spostarsi era un elemento fondamentale come accadeva ai pastori che praticavano la transumanza.
Il gaì non era esclusivo della bergamasca, era comune anche tra i pastori della Valcamonica e di altre province, tra gli ambulanti, i malviventi che girovagavano e i vagabondi.
Se è improprio inserire il pastore bergamasco tra gli emarginati veri e propri, la sua figura, tuttavia, suscitava un sentimento di sospetto misto a rispetto per la durezza, la libertà e l'autonomia del suo lavoro, che lo rendeva del tutto diverso dal servo-pastore sardo: il pastore bergamasco, padrone del suo gregge che conduceva direttamente, era un piccolo imprenditore.
Il dialogo in gaì si distingue dalla comune parlata bergamasca per la lentezza del suo proseguire, per il tono della voce inconsuetamente basso, per l'uso continuo di sottintesi, perifrasi, doppisensi che supplendo alla propria povertà lessicale lo rende incomprensibile a chi non lo conosce.

Un linguaggio criptico dove la mimica del volto integra e spiega le pause e i silenzi dei dialoganti: il gaì non si parla, si recita, 
(Comune di Bergamo, Il linguaggio e la vita dei pastori bergamaschi.)
Alcuni lemmi gaì sono entrati nel linguaggio bergamasco specialmente delle persone più anziane da cui spesso si possono sentire frasi come só gnìt pròpe bretì (mi sono arrabbiato molto), g'ó molàt dù sgrugnù (gli ho dato due pugni), cünta mia sö di galöse (non raccontare storie), 'g'a lagàt la rösca (ci ha lasciato la pelle).
Esempi di Gaì di Pezzo:
- Ficalble ch'el trapela, el sparvier ch'el sluma le solfe den'l spigarol

Scappa che viene il padrone e vede le capre nel frumento
- Ho scavazzat gana col stavél

Ho mangiato polenta col formaggio
Il protagonista del film L'ultimo pastore di Marco Bonfanti, Renato Zucchelli, è uno degli ultimi depositari ancora viventi a parlare il Gaì. All'interno del film si possono sentire delle parole pronunciate dal protagonista.